# Chairul Saleh

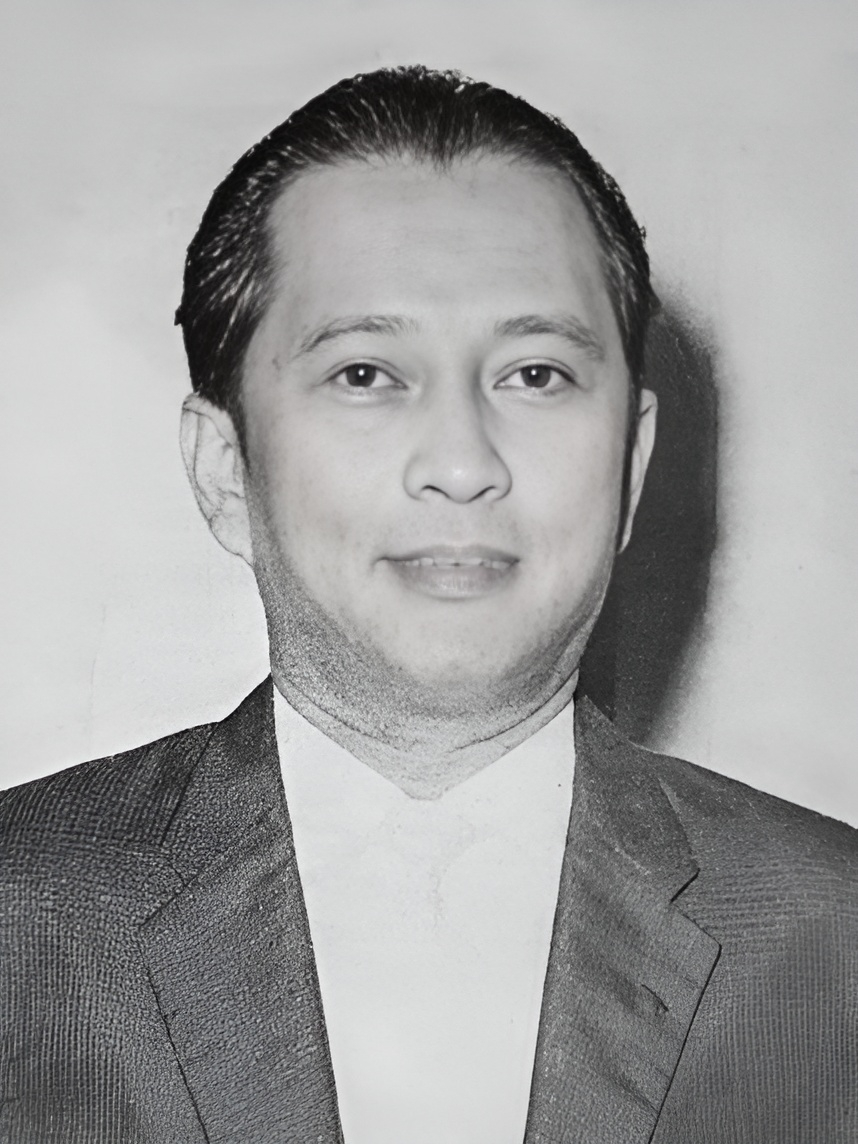

Chairul Saleh (ur. 13 września 1916 w Sawahlunto, zm. 8 lutego 1967 w Dżakarcie) – indonezyjski socjalistyczny polityk wywodzący się z partii Murba. Członek rady ministrów w gabinecie Sukarno, w którym pełnił funkcję Ministra Energii i Paliw Mineralnych (1959–1956) oraz Ministra Przemysłu (1960–1964).